# 后注释法学派
后注释法学派（Postglossator）是兴起于14世纪法国和意大利的欧洲法学学派，是在注释法学派之后欧洲中世纪罗马法发展的最高阶段，最初源自法国奥尔良。知名人物有巴托鲁斯和巴尔杜斯。后来受到人文主义法学派的批判。